# Вольфганг Кап
Вольфганг Кап (нім. Wolfgang Kapp; 24 липня 1858, Нью-Йорк, США, — 12 червня 1922, Лейпциг, Німеччина) — німецький політик, державний службовець, журналіст.

## Життєпис
Народився у Нью-Йорку в німецькій родині і повернувся з батьками до Німеччини у 1870 році.
У 1884 році одружився і встановив через дружину зв'язки з консервативними націоналістичними силами.
У 1886 році отримав вищу юридичну освіту і почав працювати в міністерстві фінансів.
В 1917 році заснував націоналістичну Німецьку вітчизняну партію. У 1918 році був обраний в останній імперський рейхстаг. Різко критикував Версальський договір.
В 1920 році був організатором путчу Каппа, після провалу якого втік до Швеції. Навесні 1922 року повернувся у Німеччину, щоб очистити своє ім'я в суді, але 12 червня помер після проведеної операції з видалення злоякісної пухлини.